# Стерн, Роберт (архитектор)
Роберт Артур Мортон Стерн (англ. Robert Arthur Morton Stern; род. 23 мая 1939, Нью-Йорк) — американский архитектор, декан Йельской архитектурной школы, почетный член Американского Института Архитектуры (1984 г.).

## Биография
Роберт Стерн родился 23 мая 1939) году в Нью-Йорке, окончил Колумбийский (1960 г.) и Йельский университеты (1965 г.). В 1969 году им было основано собственное архитектурное бюро Robert A.M. Stern Architects (RAMSA).
Роберт Стерн — лауреат премии Президента Нью-Йоркского отделения Американского Института Архитектуры (2001 г.), лауреат архитектурной премии Дрихауса (2011 г.) и премии Винсента Скалли Национального Музея Строительства (2008 г.).
Роберт Стерн — представитель «современного классицизма» (так сам архитектор определяет свой стиль). В основе его философии — серьезный и академический подход к архитектуре. Декан Йельской архитектурной школы методично изучает историческое наследие стран, с которыми он работает.
Принцип Стерна в проектировании жилой недвижимости: максимум площади для жилья, эффективное зонирование, много света и отсутствие лишних деталей.

## Архитектурное бюро Robert A.M. Stern Architects
Robert A.M. Stern Architects (RAMSA) — одна из ведущих архитектурных компаний США, журнал Architectural Record поставил её на 34 позицию рейтинга ТОП-300 ведущих архитектурных бюро.
В общей сложности бюро RAMSA реализовало более 400 проектов, география которых охватывает 25 стран и 110 городов Европы, Азии, Южной и Северной Америки. Robert A.M. Stern Architects — лидер в проектировании экологически сбалансированных и энергоэффективных зданий, компания является членом Американского совета по зеленому строительству.

## Роберт Стерн в России
Летом 2013 г. Robert A.M. Stern Architects и девелоперская корпорация «Баркли» заявили о старте реализации первого проекта RAMSA в России — Barkli Residence. Бюро разработало архитектурную концепцию жилого комплекса в стиле неоклассицизма, основанную на параллелях между Москвой и Нью-Йорком.
Роберт Стерн так описал идею проекта Barkli Residence:

В первой половине XX века оба города переосмысливали себя как крупнейшие столицы мира. Москва и Нью-Йорк восторженно восприняли романтику высотных зданий, объединивших традиционные мотивы с новыми возможностями каркасного строительства. Ярусное завершение фасадов Barkli Residence, симметрия окон, использование отступов и декоративных элементов берут своё начало из архитектуры жилых зданий Нью-Йорка 30-х годов и одновременно перекликаются с «московским ампиром» 40-50 годов XX века, что позволит новому комплексу органично вписаться в облик российской столицы.

Сдача проекта в эксплуатацию состоялась в 3 квартале 2017 года. Комплекс состоит из двух башен - West и East — в семнадцать и восемнадцать этажей соответственно и вмещает сто пятьдесят четыре квартиры. Площадь жилых помещений составляет более шестнадцати тысяч квадратных метров.

## Некоторые проекты Robert A.M. Stern Architects
15 Central Park West. 
Улица Central Park West — одна из самых известных и важных улиц Нью-Йорка, которая опоясывает главное зелёное пространство Манхэттена — Центральный парк. Central Park West является символом этого престижного нью-йоркского района. Архитектурный критик The New York Times отметил, что жилой комплекс 15 Central Park West стилистически «перекликается» со многими известными зданиями Central Park West, построенными в стиле арт-деко.
Комплекс 15 Central Park West спроектирован с учётом стилистики его окружения. 19-этажное здание вписалось в почти 3-х километровый ряд жилых домов, обрамляющих Центральный парк. 15 Central Park West полностью облицован известняком, дополняя образ старых небоскребов из светлого камня и контрастируя с темными силуэтами современных зданий, расположенных в районе площади Коламбус-сёркл.
Tour Carpe Diem. 
Небоскреб Carpe Diem — важный шаг в развитии общественно-делового района Дефанс, в первую очередь в направлении создания урбанистической среды, дружественной для пешеходов и основанной на принципах экологически ответственной архитектуры и дизайна. Здание площадью 45 тыс. м² соединяет приподнятую пешеходную площадь-платформу, которая является продолжением оси Елисейских полей, с городской застройкой коммуны Курбевуа.
Каждый из 30 этажей небоскреба занимают порядка 1300 м² офисных пространств, спроектированных таким образом, чтобы максимально использовать естественное освещение. На вершине Tour Carpe Diem находятся переговорные комнаты и 80-местный обеденный зал, обрамленные зелёным садом.
Здание Tour Carpe Diem значительно превосходит требования Франции к строительству на основе принципов экологической ответственности.
George W. Bush Presidential Center. 
Президентский центр им. Джорджа У. Буша включает в себя президентскую библиотеку, музей и Институт Джорджа У. Буша — все они расположены в одном здании, построенном в максимальном соответствии с принципами «зеленого строительства». Экологичный ландшафтный дизайн Центра основан на использовании местной флоры Техаса и разработан по проекту компании Michael Van Valkenburgh Associates. Здание получило сертификат LEED наивысшей, платиновой категории.
- Небоскрёб 520 Park Avenue, Нью-Йорк, 2018
- Отель Disney's Beach Club Resort в Диснейуорлде, 1990
- Штаб-квартира Федерального резервного банка Атланты, 2001
- Школа публичной политики имени Джеральда Р. Форда в Анн-Арборе, 2006
- Главная библиотека Джэксонвилла, 2005
- Музей американской революции в Филадельфии, 2017
- Музей Нормана Роквелла в Стокбридже, 1993
- Школа бизнеса Дардена Виргинского университета в Шарлоттсвилле

## Награды
- 1993: Награда "Золотая тарелка" Американской академии достижений англ. Golden Plate Award of the American Academy of Achievement[15]
- 2006: Премия Эдмунда Н. Бэкона англ. Edmund N. Bacon Prize[16]
- 2008: Премия Винсента Скалли англ. Vincent Scully Prize[17][18]
- 2010: Премия "Лев" Совета исторических достопримечательностей англ. Historic Districts Council's Landmarks Lion Award[19]
- 2011: Архитектурная премия Driehaus[20]
- 2019: Премия Louis Auchincloss[21]

## Интересные факты
- Роберт Стерн, по его собственному признанию, не использует компьютер, предпочитая бумажные версии электронных писем. Ответы на них Роберт Стерн также пишет ручкой на бумаге, а помощники переводят письма в электронный вид[22].
- Российский бизнесмен Дмитрий Рыболовлев приобрел у бывшего председателя Citigroup Сэнфорда Вейла пентхаус в жилом комплексе 15 Central Park West за 88 млн долларов для своей дочери Екатерины[23].
- Он был автором, соавтором и редактором многочисленных книг об архитектуре, в том числе пяти томов об истории архитектуры Нью-Йорка, каждая из которых посвящена определенному периоду.
- В 1986 году он был ведущим документального сериала из восьми эпизодов «Гордость места: воплощение американской мечты», который транслировался на канале PBS. В сериале участвовали Питер Айзенман, Леон Криер[англ.], Филип Джонсон, Фрэнк Гери и другие известные архитекторы.

## Личная жизнь
В 1966 году он женился на фотографе Линн Гимбел Солингер, их брак закончился разводом в 1977 году. Их единственный сын Николас С. Г. Стерн управляет фирмой по строительству и планированию бутиков Stern Projects.